# الكسندر وليم كنغليك
الكسندر وليم كنغليك (بالإنجليزية: Alexander William Kinglake)‏ (1809 - 1891 م) هو رحالة ومؤرخ إنكليزي.
جال في أرجاء الشرق 1835، ويعد كتابه «أيوثين» Eothen من عيون كتب الرحلات، وفيه وصف لانطباعاته خلال رحلته.
وقد نقل كتابه إلى العربية بعنوان «رحلة كنغليك إلى المشرق 1834 - 1835»، نقلها محمود العابدي (عمان، 1971 م).

## روابط خارجية
- الكسندر وليم كنغليك على موقع الموسوعة البريطانية (الإنجليزية)